# Palaemnema brucelli
Palaemnema brucelli – gatunek ważki z rodziny Platystictidae. Występuje na terenie Ameryki Południowej.